# Initiative populaire « Remplacer la taxe sur la valeur ajoutée par une taxe sur l'énergie »
L'initiative populaire  « Remplacer la taxe sur la valeur ajoutée par une taxe sur l'énergie » est une initiative populaire fédérale suisse, rejetée par le peuple et les cantons le 8 mars 2015.

## Contenu
L'initiative propose d'ajouter un article 130a à la Constitution fédérale pour créer un impôt sur les agents énergétiques non renouvelables, qu'ils soient importés ou produits en Suisse, tout en supprimant la Taxe sur la valeur ajoutée (TVA).
Le texte complet de l'initiative peut être consulté sur le site de la Chancellerie fédérale.

## Déroulement

### Contexte historique
La loi de 1996 sur l'imposition des huiles minérales fixe deux prélèvements différents concernant le domaine des énergies non renouvelables : l'impôt sur les huiles minérales et la surtaxe sur les carburants ; environ 70 % des recettes de ces deux impôts sont utilisés pour des projets liés à la route ou au trafic aérien.
Dans les années 1990 déjà, deux initiatives populaires (l'initiative populaire « destinée à encourager les économies d'énergie et à freiner le gaspillage » qui a été retirée à la suite du dépôt d'un contre-projet et l'initiative populaire « pour garantir l'AVS - taxer l'énergie et non le travail! » qui a été refusée en votation le 2 décembre 2011) proposent de taxer plus fortement la consommation d'énergie non-renouvelable pour abaisser d'autres taxes.
En 2006, une motion est déposée par le Parlement pour demander au Conseil fédéral de proposer une réforme fiscale écologique. Cette motion, acceptée, débouche sur un rapport présenté en juin 2013 qui identifie plusieurs incitations possibles mais recommande de les mettre en œuvre séparément plutôt que dans le cadre d'un projet unique. Peu satisfait par cette suggestion, le parti vert'libéral lance alors cette initiative.

### Récolte des signatures et dépôt de l'initiative
La récolte des 100 000 signatures a débuté le 15 juin 2011. L'initiative a été déposée le 17 décembre 2012 à la chancellerie fédérale qui l'a déclarée valide le 16 janvier de l'année suivante.

### Discussions et recommandations des autorités
Le parlement et le Conseil fédéral recommandent le rejet de cette initiative. Dans son rapport aux chambres fédérales, le Conseil fédéral approuve la ligne directrice de l’initiative qui s'inscrit en particulier dans la ligne de sortie du nucléaire. Il rejette cependant la suppression de la TVA, relevant que la nouvelle taxe sur l'énergie devrait être très élevée pour compenser les pertes fiscales induites.

### Votation
Soumise à la votation le 8 mars 2015, l'initiative est refusée par tous les cantons et par 92 % des suffrages exprimés.
Le tableau ci-dessous détaille les résultats par cantons :